# Université du Bosphore
 (mars 2013).
Si vous disposez d'ouvrages ou d'articles de référence ou si vous connaissez des sites web de qualité traitant du thème abordé ici, merci de compléter l'article en donnant les références utiles à sa vérifiabilité et en les liant à la section « Notes et références ».
L'université du Bosphore (en turc, Boğaziçi Üniversitesi) est une université publique turque située dans le quartier de Bebek à Istanbul. L'enseignement y est entièrement dispensé en anglais.
Le campus boisé couvre une grande surface du quartier d'Arnavutköy à Bebek.

## Historique

### Construction

#### Genèse, leRobert College
Le Robert College a été fondé en 1863 à Istanbul, en Turquie, par Cyrus Hamlin, qui était à la fois éducateur, inventeur, technicien, architecte et constructeur, et par Christopher Rheinlander Robert, célèbre philanthrope et riche négociant de New York.
Tout commença quand Cyrus Hamlin, originaire de Nouvelle-Angleterre arriva en Turquie en 1839[réf. nécessaire] ; il y créa une école professionnelle pour garçons où il enseigna jusqu'en 1860. En 1856 il fit la connaissance de Robert pendant la guerre de Crimée. Des réunions ultérieures entre ces deux hommes permirent d'aboutir à la fondation de la plus ancienne université américaine hors des États-Unis[réf. nécessaire]. Robert accepta d'assumer la plus grande partie du coût financier en même temps que Hamlin se chargerait de recueillir des fonds aux États-Unis et de prendre en charge la responsabilité de fonder l'université[réf. nécessaire]. Un plan fut établi, et Hamlin exigea que l'anglais fût la langue d'enseignement[réf. nécessaire]. Selon les stipulations établies par le Conseil d'administration qui venait de se créer, le Collège était tenu d'ouvrir ses portes aux étudiants de toutes races, de toutes nationalités et de toutes religions, sans préjugés ni discrimination[réf. nécessaire]. Par ailleurs, à la demande de Robert, le collège ne devait en aucun cas s'impliquer dans la politique ni manifester aucune tendance politique.

#### Choix du terrain et débuts
L'établissement fut construit sur une parcelle de terrain avec une carrière de pierre. Cette parcelle, qui appartient alors à Vefik Ahmet Pasa[réf. nécessaire], a été utilisée par le sultan Mehmed II le Conquérant, pour construire la forteresse de Rumeli Hisarı, sur la rive européenne du Bosphore en 1453, précédant la prise de Constantinople[réf. nécessaire].
Au début Vefik Ahmet Pasa ne veut pas vendre le terrain, mais, après avoir été rappelé de Paris où il est ambassadeur du sultan à la cour de Napoléon III, il est forcé d'entamer des négociations et vend son terrain en 1861.[réf. nécessaire]
Le paiement doit être effectué dès que le ministère de l'Éducation accorde l'autorisation de construire, ce qui ne peut être fait que par décret du sultan. Hamlin est conscient que cela prendra du temps et décide que les premiers cours ne peuvent attendre. Il obtient l'accord de conférer le titre de bachelier ès arts et loue le bâtiment vide du séminaire de la Mission Board[réf. nécessaire]. Le Robert Collège qui ouvre le 16 septembre 1863 est nommé d'après Christopher Rheinlander Robert. Hamlin est son premier président.

#### Construction
Le décret du Sultan a été accordé et le 4 juillet 1869, la pierre angulaire du premier bâtiment, appelé Hall Hamlin, est posée. Le calcaire bleu provenant de la carrière est utilisé pour tous les bâtiments du collège construits jusqu'à la Première Guerre mondiale.
Le Hall Hamlin a été achevé en 1871. Un grand bâtiment d'un étage a été ajouté à l'arrière du Hall Hamlin en 1873 mais a été détruit lorsque le Hall Washburn a été construit trente ans plus tard.
George Washburn a été fait directeur par l'administration en mai 1872, et quand Cyrus Hamlin a été prié de démissionner de la présidence en mars 1877, George Washburn est devenu le deuxième président de l'Ordre jusqu'à sa retraite en 1903. Le deuxième bâtiment construit sur la propriété du Collège était une résidence construite par le professeur Alexander Van Millingen en 1881. À la mort de ce dernier, en 1915, sa maison reviendra au Collège mais fut appelé par la suite[Quand ?] la Maison de Huntington, puisque le couple Hintington[Qui ?] y a vécu une longue période de temps. Ensuite, il fut transformé en un petit musée.
En 1891, grâce aux dons du président du conseil d'administration Steward John Kennedy, un nouveau bâtiment, une maison pour le président du collège, a été construite. Kennedy a également donné des fonds pour une maison de six professeurs et un mur entourant le collège. Une somme de 1 500 000 $ a été léguée au Robert College aidant à construire l'aile ouest de l'ingénierie du bâtiment (1912) et le Hall Anderson, un bâtiment dortoir achevé en 1913. Conçu par Alfred Dwight Foster Hamlin, fils de Cyrus Hamlin, le deuxième bâtiment scolaire à être construit et achevé en 1892. Initialement, il a été appelé le Hall Science, mais après la mort d'Albert Long, qui avait servi de 1872 jusqu'en 1901 en tant que professeur d'histoire naturelle, il a été renommé Albert Long Hall. Le Département de chimie était dans le sous-sol, la bibliothèque et le Département de physique au premier étage et l'étage supérieur a été utilisé comme un auditorium. Un orgue donné par Mr Cleveland H. Dodge en 1914, est situé à cet étage.
Olivia Eggleston Phelps Stok, fille d'un riche banquier américain, a financé un nouveau bâtiment nommé Hall Theodorus ou « Don de Dieu ». Ce sont H. Cleveland Dodge, président du conseil d'administration de 1909 à 1926, et son père, William E. Dodge qui ont donné pour la construction du gymnase Dodge, qui pendant de nombreuses années, a été le premier gymnase moderne en Europe et avait la seule piste de course intérieure en Turquie. En 1929, Olivia Phelps Stokes a également fourni des fonds pour un autre gymnase qui sera construit derrière le Hall Theodorus pour le Département préparatoire des étudiants. Il a été transformé par la suite en une résidence masculine.
Le Hall Washburn, ou l'actuel bâtiment de sciences économiques et administratives a été financé par 
William E. Dodge. Cette salle de classe dans un immeuble de bureaux a été achevée en 1906 et nommée par le président George Washburn, qui a démissionné en 1903. Au cours de la présidence du Dr. Caleb Frank Gates (1903-1932), le premier court de tennis a été construit, le Hall Hamlin a été rénové, un nouvel éclairage et chauffage a été installé, de nouveaux biens ont été achetés auprès d'Ahmet Pasa Vefik et une route sinueuse allant vers le haut de la colline a été construite en 1913, et la nouvelle entrée du côté de la mer est devenue la principale entrée de l'école.
Le Hall Anderson ou le bâtiment de la science et de la littérature comme on l'appelle aujourd'hui, a également été achevé en 1913. Ce bâtiment dortoir a été construit avec des fonds légués au collège par John S. Kennedy et a été nommé par le professeur Charles Anderson en raison de son long service à l'Ordre (1869-1918). Aujourd'hui, il est utilisé comme une salle de classe.
Lorsque Gates est devenu président en 1903, le Robert College était prêt pour plus d'expansion et de modernisation. Gates a estimé que la Turquie avait besoin de former et d'éduquer ses propres ingénieurs, et avec l'argent laissé par John S. Kennedy, il a voulu commencer une école d'ingénieurs. En 1909, il est allé aux États-Unis où il a réussi à obtenir l'approbation de l'administration d'aller de l'avant avec son projet. Dans un premier temps il s'est arrangé pour que John R. Allen, professeur de génie mécanique, vienne et supervise la mise en place de la nouvelle École d'ingénieur du Robert College.
La construction du bâtiment de l'ingénierie, par la suite appelé le Hall Gates, a débuté en 1910, mais seulement l'aile ouest a été terminée en 1912. Au départ, il a été conçu pour être en forme de U, mais plus tard, ce plan a été abandonné. En raison de la guerre des Balkans, la Première Guerre mondiale et la création de la nouvelle République turque, le bâtiment, tel qu'il est aujourd'hui, a été achevé en 1931. Il est de quatre étages de haut et suit la pente de la colline, de sorte que chaque étage a sa propre entrée indépendante.
Lorsque le moment est venu pour Allen de retourner aux États-Unis, Gates a dû trouver la bonne personne pour terminer tous les travaux concernant la nouvelle École d'ingénieurs à l'automne de 1912. Cette personne a été Lynn Scipio, sur un contrat de trois ans, en 1912, mais est resté jusqu'en 1942.
Le Hall Henrietta Washburn ou le Hall Social comme on l'appelle aujourd'hui, a été financé par Mr Cleveland H. Dodge. Il a été fini en 1914 et nommé par Henrietta Loraine Washburn, fille de Cyrus Hamlin et épouse de George Washburn. Utilisé comme une salle de loisirs par les étudiants, il contient un théâtre, des salons, des salles de Club et une cantine.
L'infirmerie John Sloane a été construite au cours de 1913-1914. C'était un don de William Sloane, ancien syndic du Collège, et dédié à la mémoire de son père, qui avait également été un fiduciaire. C'était un hôpital de dix-huit lits avec les lits au premier étage et une clinique, deux pavillons pour le personnel au rez-de-chaussée. Aujourd'hui, il est utilisé comme une résidence pour les hommes.
La bibliothèque Van Milligen, qui abritait aussi les bureaux administratifs, a été achevée en 1932. Il s'agit de la première bibliothèque moderne en Turquie. Lorsque Alexander Van Milligen est mort en 1915, il a donné sa maison, sa bibliothèque et un mille livres sterling à l'école. Avec cet argent, le fonds Van Milligen a été lancé, pour éventuellement financer un nouveau bâtiment. La zone connue sous le nom de « carrière » a été sélectionnée pour le site du nouveau bâtiment, et le professeur Scipio a élaboré les plans. Elle abritait la plus belle collection du Proche-Orient dans cette partie du monde. Aujourd'hui, elle est utilisée comme bâtiment de direction, comprenant les bureaux du président et des vice-présidents de l'Université Bogazici.
Le Hall Perkins, le nouveau bâtiment d'Ingénierie, a été conçu par le professeur Aptullah Kuran. Cet édifice, a été dédié à la mémoire de George W. Perkins, ancien syndic du Collège, a été inauguré en mai 1963 pendant les célébrations du centenaire de l'Ordre. 
Lorsque Gates a pris sa retraite en 1932, de sévères coupes financières ont été envisagées. Le Robert College et le Collège américain des filles ont été touchés par la crise économique de la Turquie d'après-guerre, et la dépression aux États-Unis. C'est à cette époque que la première étape vers une fusion avec le collège des filles a été prise lorsque le Dr Paul Monroe a été nommé président de deux écoles en 1932. En outre, certains postes administratifs et formateurs allaient être partagés, et donc réduire le nombre de salaires à payer. Le personnel enseignant a été réduit à un minimum et les réductions de salaires ont été faites, ce qui a causé des difficultés.
Au cours de la présidence de Wright (1935-1943), la situation financière a été améliorée grâce aux efforts déployés par le Dr Monroe et le programme a été révisé. Mais à peine la plupart des problèmes étaient résolus que la Seconde Guerre mondiale a éclaté, ce qui amena plus de difficultés, même si la Turquie a maintenu sa neutralité.
En 1944, M. Black a été nommé président. Les principaux problèmes qu'il a rencontré étaient également financiers. Il a dû prendre de strictes mesures économiques afin de préserver le Collège de la faillite. Pendant les années 1950, le Collège a augmenté son prestige et les relations publiques ont été à leur meilleur niveau.
Le Dr. Ballantine, qui avait remplacé le Dr Black en 1955, avait une personnalité dynamique. Ses plans ont été de revitaliser le Robert Collège académiquement et d'éliminer l'école secondaire afin de permettre financièrement et physiquement un programme bien équilibré de l'enseignement supérieur. En 1958, il a pu obtenir l'autorisation nécessaire du gouvernement turc. Une division de langue anglaise a été créée en 1958, préparant les diplômés de l'enseignement secondaire pour l'entrée dans l'une des trois écoles. Cependant, avec ces changements, le déficit s'est considérablement accru chaque année, avec les frais de scolarité couvrant un quart seulement du coût de l'éducation de chaque élève. L'École d'administration des affaires et l'école des sciences et des langues ont été créées en 1959, en plus de l'École d'ingénierie créée en 1912. La démission de Ballantine en 1961, a été suivie par une succession de présidents à court terme.
Le Hall Perkins, nouveau bâtiment de l'Ingénierie, a été achevé au cours de la présidence du Dr. Malin. Quand il est mort en 1964, M. Simpson est devenu le président. Il a proposé le déplacement de l'Académie Robert au Campus Arnavutkoy où il a été combiné, sur une base de coéducation, avec le Collège américain des filles, en laissant le Campus Hisar entièrement à l'enseignement supérieur.

### Transformation en une université publique, l'Université du Bosphore
Dr. Simpson a dû démissionner pour raisons de santé en 1967. Dr. Everton l'a remplacé en 1968. En mars 1971, il a révélé la résolution adoptée le 26 janvier 1971, par le conseil d'administration disant que le gouvernement turc devrait encourager pour établir une université indépendante en tant que successeur du Robert College sur l'un des deux campus.
Aujourd'hui, le Campus Sud de 118 acres, y compris les bâtiments, la bibliothèque, les laboratoires et toutes les installations et le personnel, ont été intégrés au secteur public, et le 10 septembre 1971, l'Université Bogazici a été officiellement créée sur ce qui avait été le campus du Robert College pendant plus d'une centaine d'années.
Le Dr. Aptullah Kuran, diplômé de Robert College, est devenu le premier président (1971-1979). Il a été remplacé par le Professeur Dr. Semih Tezcan (1979-1981), puis par le professeur Ergun Togrol (1981-1992). En 1992, le professeur Dr. Ustun Erguder, diplômé de Robert College, a été élu président de la faculté de l'Université Bogazici. L'Université a été élargi à la fois physiquement et académiquement. Un corps professoral et six établissements offrant des programmes d'études supérieures ont été ajoutés. Bon nombre de bâtiments de l'université sont situés sur son campus du Sud, avec le Bosphore et le château historique de Rumelihisar à sa frontière est. Ce campus comprend les plus anciens bâtiments de l'Université.
L'achèvement de la Grande Bibliothèque, le bâtiment de la Science et laboratoires d'Ingénierie, la Faculté de l'Education, le Hall II de résidence des hommes, leHall II de résidence des femmes et la technologie de l'éducation a renforcé le bâtiment nord du campus. Le Campus Kandilli englobant l'observatoire du logement, a été intégré dans l'Université en 1982, et le Hisar Campus en 1989. L'Université a maintenant un complexe de logement pour le personnel et un grand hall sportif sur le Campus Ucaksavar. À proximité de la station Kilyos sur la côte de la Mer Noire, appelée le Campus Saritepe, a été acquise en 1985, où un nouveau complexe de bâtiments est en construction.

### Mouvement de protestation de 2021
Le président Recep Tayyip Erdogan nomme par décret en janvier 2021 un membre de l'AKP, Melih Bulu, un universitaire extérieur à l'établissement, à la tête de l'université. Cette décision provoque des manifestations d'étudiants réprimées par la police. Le dirigeant d'un parti ultranationaliste partenaire du gouvernement demande à « écraser » ce mouvement, qualifié de « complot visant à provoquer un soulèvement ».
Les tensions entre le gouvernement et l'université du Bosphore, bastion d'une forte communauté d'étudiants de gauche, sont anciennes. En 2018, des étudiants avaient été arrêtés pour avoir manifesté contre l'offensive militaire turque contre les Kurdes syriens. Recep Tayyip Erdogan les avait publiquement qualifiés de « jeunesse communiste et terroriste ». Surtout, depuis 2016, le pouvoir conduit d'importantes purges contre le milieu universitaire. Plus de 6 000 enseignants ont été révoqués en Turquie pour liens avec le « terrorisme ».

## Présidents et administrateurs de l'université du Bosphore
Président du Robert College :
- 1. Cyrus Hamlin (1863-1877)
- 2. George Washburn (1877-1903)
- 3. Caleb Frank Gates (1903-1932)
- 4. Paul Monroe (1932-1935)
- 5. Walter Livingston Wright (1935-1943)
- 6. Floyd Henson Noir (1944-1955)
- 7. Ballantine Duncan Smith (1955-1961)
- 8  Harold Locke Hazen (Acting President) (1961)
- 9. Patrick Murphy Malin (1962-1964)
- 10 James L. Brainerd (Acting President) (1965)
- 11 Dwight James Simpson (1965-1967)
- 12 Howard P. Hall (Acting President) (1967-1968)
- 13 John Scott Everton (1968-1971)
- 14 John Clay Chalfant (1971-1977)
- 15 James Richard Maggart (1977-1981)
- 16 Elizabeth Dabanovitch (Acting Head) (1981-1982)
- 17 Alan Donn Kesselheim (1982-1984)
- 18 Margaret A. Johnson (Interim Head) (1984-1988)
- 19 Harry A. Dawe (1988-1992)
- 20 Benjamin D. Williams III (Interim Head) (1992-1993)
- 21 Christopher Wadsworth (1993-2001)
- 22 Livingston Merchant (2001-2005)
- 23 John Russell Chandler (2005-)

Présidents de l'université du Bosphore depuis 1971 :
- 1. Prof Aptullah Kuran(1971-1979) (Président fondateur)
- 2. Prof Salih Semih Tezcan (1979-1982)
- 3. Prof Ergün Togrol (1982-1992)
- 4. Prof Üstün Ergüder (1992-2000)
- 5. Prof Sabih Tansal (2000-2004)
- 6. Prof Ayşe Soysal (2004-2008)
- 7. Prof Kadri Özçaldıran (2008-2012)
- 8. Prof Gülay Barbarosoğlu (2012 - 2016)
- 9. Prof Mehmed Özkan (2016-2021)
- 10. Prof Melih Bulu (2021)
- 11 Prof Naci İnci (2021 - en cours)

## Départements offrant desBachelor's Degrees
La Faculté des Arts et des Sciences
- Chimie
- Histoire
- Linguistique
- Mathématiques
- Biologie moléculaire et génétique

- Philosophie
- Physique
- Psychologie
- Sociologie
- Études de Traduction et d'Interprétation
- Turque et Littérature
- Langues et Littératures Occidentales

La Faculté de Génie
- Génie chimique
- Génie civil
- Génie informatique
- Génie électrique et électronique
- Génie industriel
- Génie mécanique

La Faculté des Sciences économiques et Sciences administratives
- Économie
- Management
- Sciences politiques et Relations internationales

The School of Applied Disciplines
- Management Information Systems
- International Trade
- Tourism Administration

The Faculty of Education
- Computer Education and Educational Technology
- Educational Sciences
- Foreign Language Education
- Primary Education
- Secondary School Science & Mathématiques Education

The School of Foreign Languages
- Advanced English
- English Preparatory Division
- Modern Languages Unit

## Instituts offrant desGraduate Programs
(juin 2023).
Graduate Studies in Sciences and Engineering
- Automotive Engineering (M.S.)
- Chemical Engineering (M.S., Ph.D.)
- Chemistry (M.S., Ph.D.)
- Civil Engineering (M.S., Ph.D.)
- Computational Science and Engineering (M.S.)
- Computer Engineering (M.S., Ph.D.)
- Electrical and Electronic Engineering (M.S., Ph.D.)
- Engineering & Technology Management (M.S.)
- Financial Engineering (M.S.)
- Industrial Engineering (M.S., Ph.D.)
- Mathematics (M.S., Ph.D.),
- Medical Systems and Informatics (M.S.)
- Mechanical Engineering (M.S., Ph.D.),
- Molecular Biology and Genetics (M.S., Ph.D.)
- Nuclear Engineering (M.S., Ph.D.),
- Physique (M.S., Ph.D.)
- Secondary School Science & Mathematics Education (M.S., Ph.D.)
- Software Engineering Program (M.S.)
- Systems and Control Engineering (M.S.)

The Atatürk Institute For Modern Turkish History
The Institute of Biomedical Engineering
The Institute of Environmental Sciences
The Kandilli Observatory and Earthquake Research Institute
- Earthquake Engineering,
- Geodesy]
- Geophysics

Graduate Studies in Social Sciences
- Arts in Conference Interpreting (M.A.)
- Business Information Systems (M.A.)
- Cognitive Science (M.A.)
- Critical and Cultural Studies (M.A.)
- Economics (M.A., Ph.D.)
- Economics and Finance (M.A.)
- Educational Sciences (M.A., Ph. D.)
- English Language Education (M.A., Ph.D.)
- English Literature (M.A., Ph.D.)
- European Studies (M.A.)
- Executive MBA - Department of Management
- History (M.A., Ph.D.)
- International Trade Management (M.A.)
- Linguistics (M.A., Ph.D.)
- Management (M.A., Ph. D.)
- Management Information Systems (M.A.)
- Philosophie (M.A., Ph.D.)
- Sciences politiques et Relations internationales (M.A., Ph.D.)
- Psychologie (M.A., Ph.D.)
- Sociologie (M.A.)
- Translation (M.A.)
- Translation Studies (Ph.D.)
- Turkish Language and Littérature (M.A., Ph.D.)

Vocational School of Hotel Management
- Tourism Administration Program (Secondary education)

Other Units
Department of Fine Arts,
Department of Physical Education

## Campus
Outre le Campus Sud (Güney Kampüs), qui a hérité du Robert College, l'université du Bosphore dispose de bâtiments dans cinq autres campus, ce qui fait donc 5 campus côté européen et un campus côté asiatique :
- Güney Kampüs (campus Sud) est le campus principal. Il est situé entre Rumelihisarı et Bebek. On y trouve :
  - Rektörlük, (Bureau du président)
  - İktisadi ve İdari bilimler Fakültesi, (Facultés des sciences économiques et administratives)
  - Fen – Edebiyat Fakültesi, (Faculté des arts et des sciences)
  - Mühendislik Fakültesi, (Faculté du Génie)
  - Yabancı Diller Yüksek Okulu, (École des langues étrangères)
  - Natuk Birkan Binası,
  - Konferans ve Konser Merkezi (BTS), (Centre de Conférence et concert (BTS))
  - Öğrenci Faaliyetleri Binası (ÖFB), (Activités pour les étudiants en construction (ÖFB))
  - Zeynep-Ayşe Birkan Kız Yurdu, (dortoir Zeynep-Ayşe Birkan)

La plupart de ces bâtiments du XIXe siècle sont construits en briques.
- Kuzey Kampüs (Campus Nord) est situé à proximité du Campus Sud et dans Rumeli Hisarüstü même. On y trouve :
  - Eğitim Fakültesi, (Faculté d'éducation)
  - Eğitim Teknolojileri binaları, (Bâtiments de l'éducation de la technologie)
  - Fen ve Mühendislik Bilimleri laboratuarları, (Laboratoire des Sciences et Génie)
  - kütüphane(bibliothèque)
  - L'École de langues étrangères (YADYOK).

La plupart des cours sont enseignés sur ce campus.
- Uçaksavar Kampüsü, situé à proximité du Campus Sud, est composé de :
  - piste d'athlétisme,
  - salles de sport,
  - des logements,
  - dortoir,
  - Centre Culturel des Garanties

- Hisar Kampusü est situé à proximité du Campus Sud dans le district de Rumelihisarüstü. On y retrouve :
  - l'Institut des sciences environnementales,
  - l'École des Sciences Appliquées,
  - restaurant au nom de "la maison de l'arbre",
  - piscine couverte.

Des terres appartenant au campus de l'université du Bosphore entre les années 1983-1989 ont été attribuées à l'université d'Istanbul. Depuis 1989, elles sont à nouveau utilisées par l'université du Bosphore.[réf. souhaitée]
- Kandilli Kampüsü est situé dans la partie asiatique du Bosphore (à Çengelköy). On y trouve :
  - Observatoire de Kandilli,
  - Institut de recherche des tremblements de terre.

- Kilyos Kampusü (campus Sarıtepe) le tout nouveau campus principal est à Kilyos et est appelé le campus Sarıtepe ; il est situé sur la côte de la mer Noire et comprend :
  - Une plage qui appartient à l'université,
  - Un dortoir,
  - École des langues étrangères,
  - Centre de fitness,
  - Salle informatique,

Conformément aux chiffres de 2008-2009 des données, environ 700 étudiant ont étudié ici.

## Personnalités liées à l'université

### Professeurs

#### Enseignants actuels
- Betül Tanbay - professeure de mathématiques
- John Freely - professeur de physique, auteur
- Kemal Kirişci - professeur de relations internationales, directeur du Centre d'études européennes
- Şevket Pamuk - professeur d'histoire économique, ancien président de la Société européenne historique d'économie, frère aîné de Orhan Pamuk
- Selim Deringil - professeur d'histoire
- Stefan Koch - professeur des systèmes d'information

#### Anciens enseignants
- Cahit Arf (1910-1997), mathématicien
- Attila Aşkar - professeur de mathématiques, recteur de l'université Koç depuis 2001
- Halil Berktay - professeur d'histoire, université Sabanci
- Erdal İnönü - ancien vice-Premier ministre de Turquie, ancien doyen, professeur émérite de physique, université Sabanci, récipiendaire de la Médaille Wigner 2004
- Tansu Çiller - ancien Premier ministre de la Turquie
- Ersin Kalaycıoğlu - professeur de sciences politiques, recteur de l'université de la Lumière depuis 2004
- Metin Kunt - professeur d'histoire, université Sabanci
- Şerif Mardin - ancien doyen, professeur émérite de science politique, université Sabanci
- Murat R. Sertel - ancien doyen, professeur d'économie (décédé)
- Karl von Terzaghi - ingénieur civil, connu comme « le père de la mécanique des sols »
- Engin Arık - professeur de physique (décédé)
- Ibrahim al-Marashi - membre de la faculté d'histoire de visite

### Étudiants
- Fahriye Evcen - actrice
- Murat Akser - historien de la culture
- Aylin Aslım - chanteur, compositeur
- Gülse Birsel - scénariste, comédienne, journaliste
- Nuri Bilge Ceylan - réalisateur lauréat du Prix du meilleur réalisateur au Festival de Cannes
- Ahmet Davutoğlu - professeur de relations internationales, ministre des Affaires étrangères de la Turquie
- Hadi Elazzi - gestionnaire de talent, le fondateur de « GRGDN Music Production »
- Fatih Altayli - journaliste
- Aydemir Güler - président du Parti communiste de Turquie (TKP)
- Murat Gülsoy - écrivain
- Nil Karaibrahimgil - chanteur et compositeur
- Perihan Mağden - écrivain
- Fatma Ceren Necipoğlu - harpiste
- Harun Tekin - musicien de rock, leader de Mor ve Ötesi
- Teoman - chanteur et compositeur
- Ahmet Yalçınkaya - poète
- Cem Yilmaz - comédien et scénariste
- Derviş Zaim - réalisateur
- Saadet Isil Aksoy - actrice

## Galerie d'images

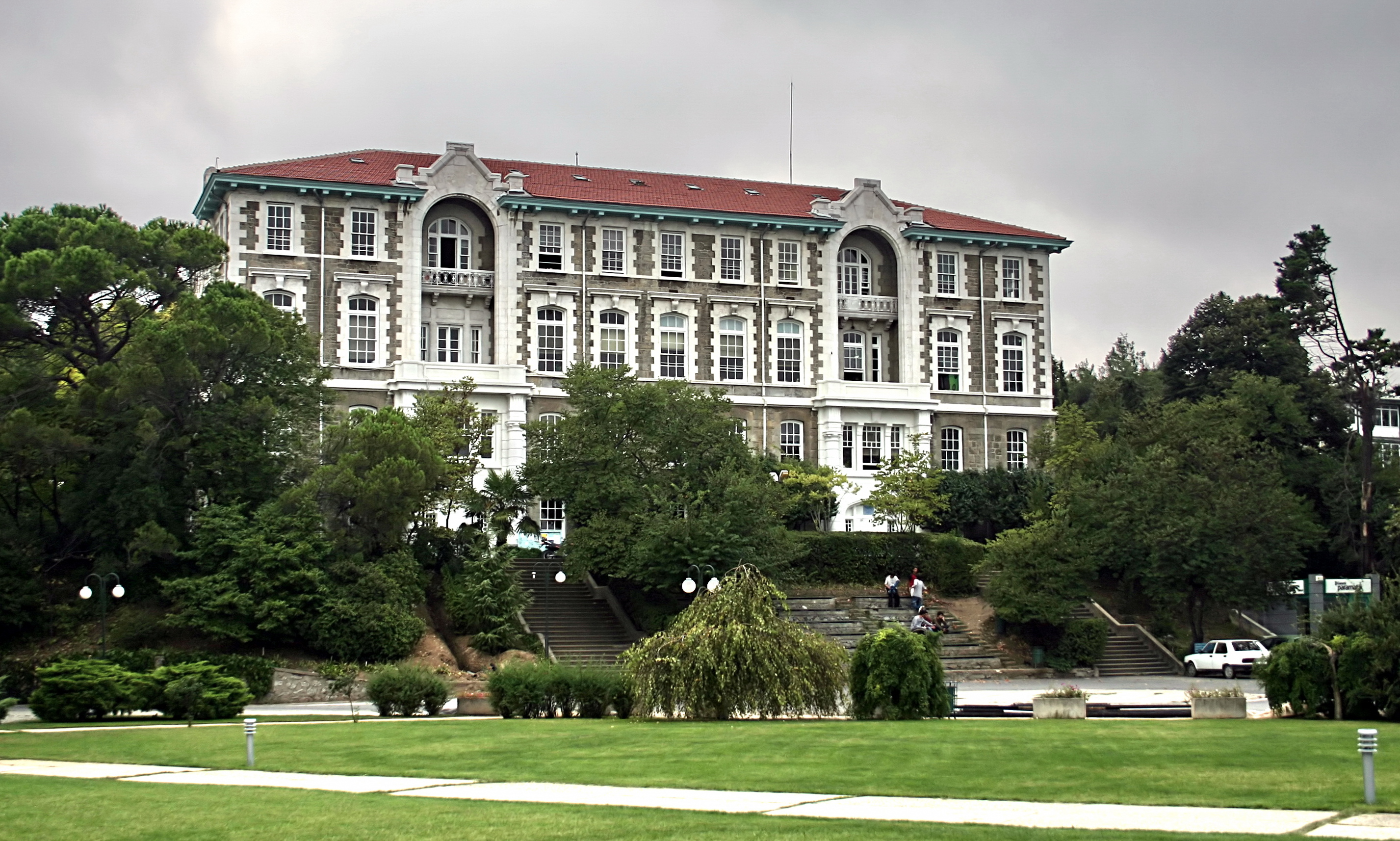
Université du Bosphore.
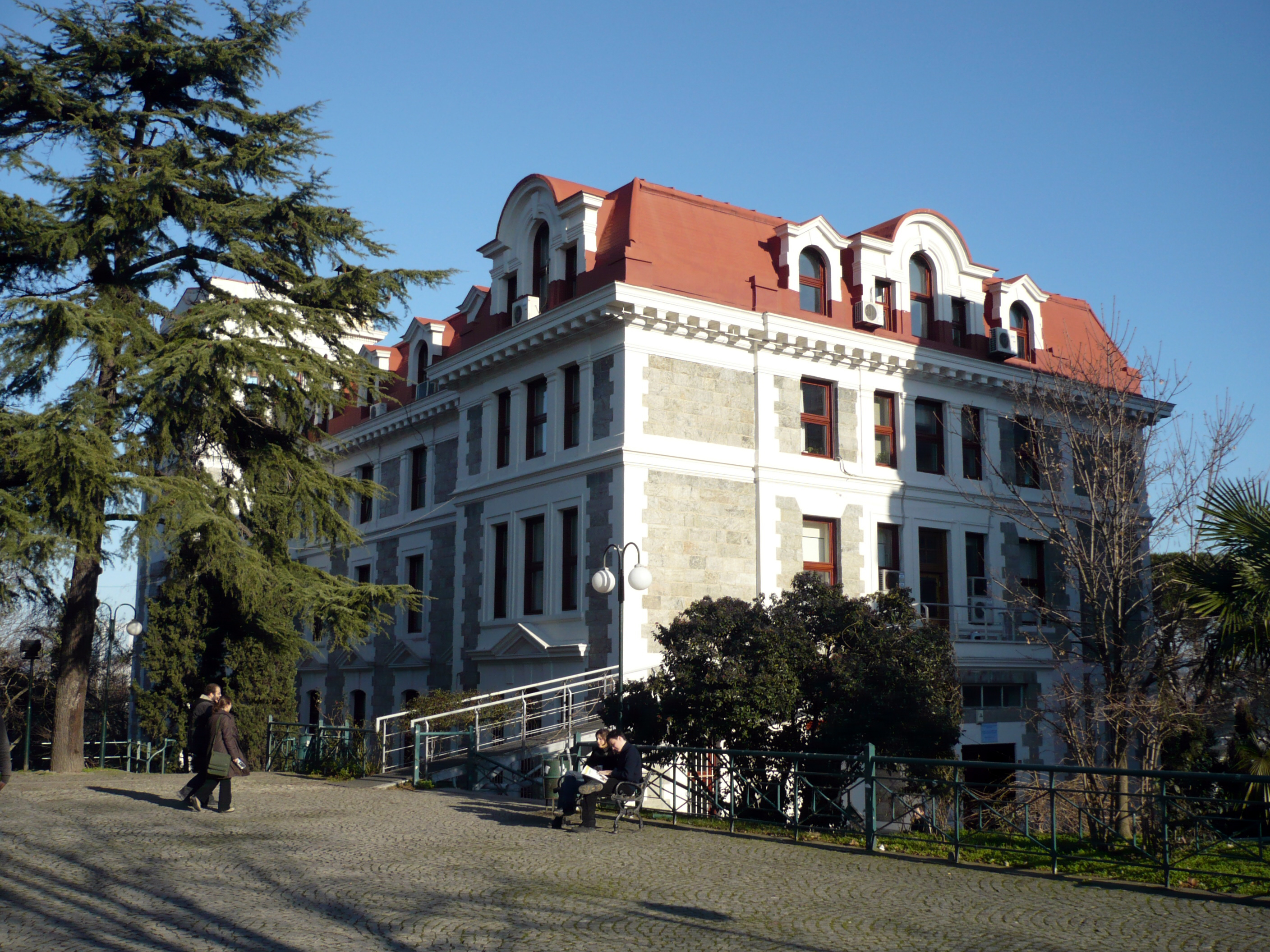
Université du Bosphore.
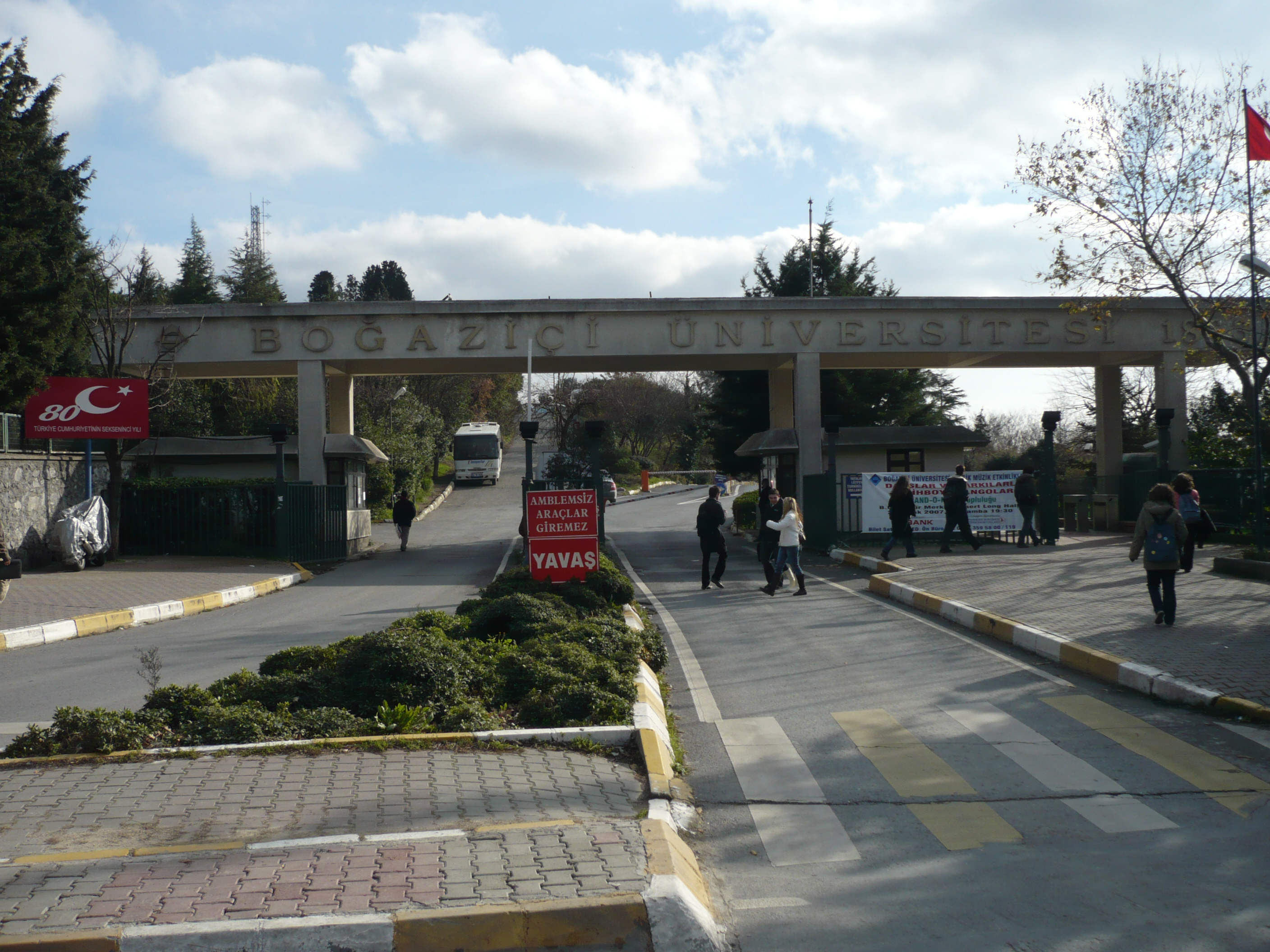
Porte Güney, université du Bosphore.
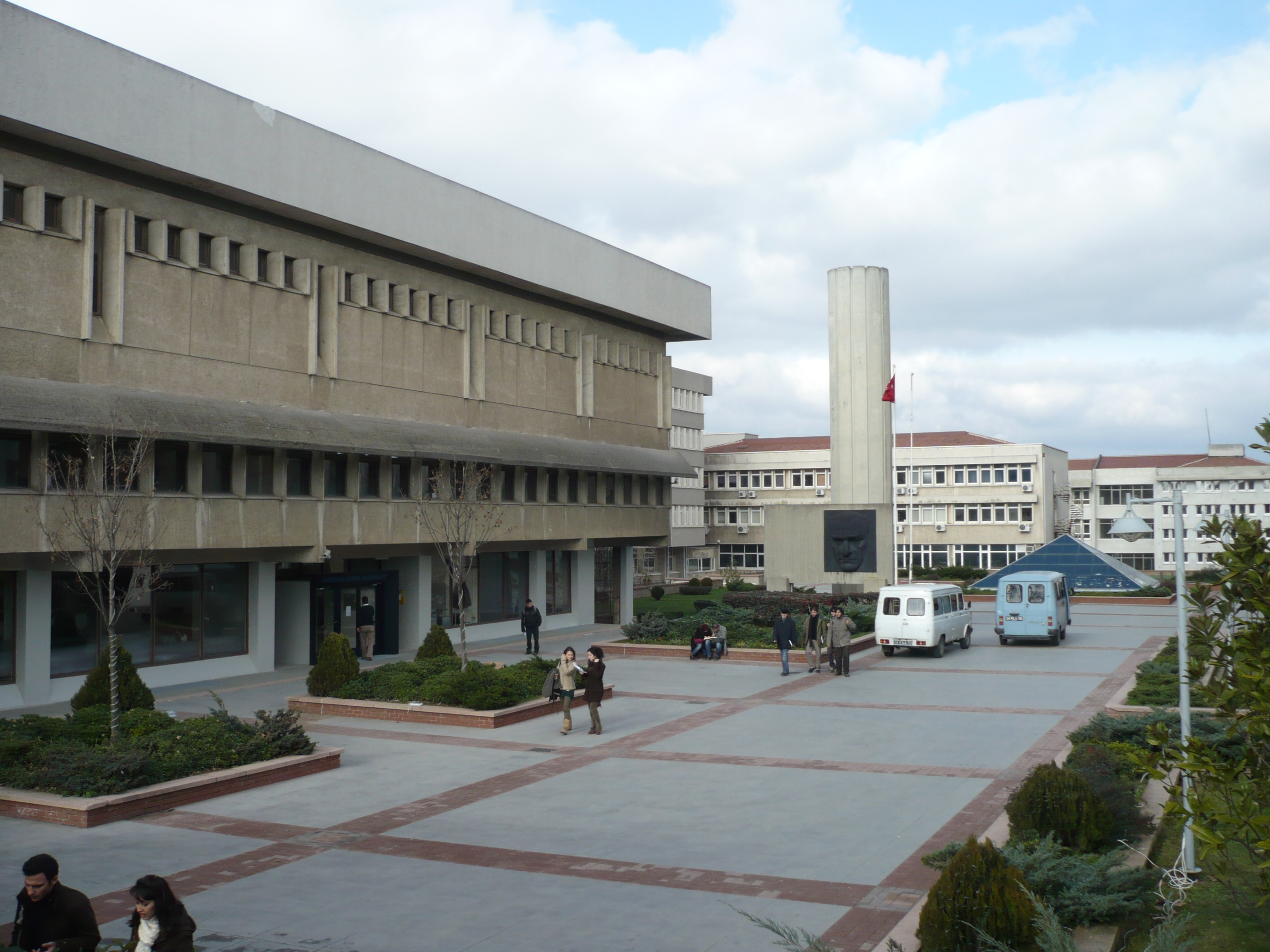
Campus Kuzey, université du Bosphore.